# Qianjin
Der Stadtbezirk Qianjin (chinesisch 前进区, Pinyin Qiánjìn Qū) ist ein Stadtbezirk der bezirksfreien Stadt Jiamusi in der nordostchinesischen Provinz Heilongjiang. Er hat eine Fläche von 30,52 km² und zählt 180.893 Einwohner (Stand: Zensus 2020). Er ist Stadtzentrum und Sitz der Stadtregierung von Jiamusi.

## Administrative Gliederung
Auf Gemeindeebene setzt sich der Stadtbezirk aus sechs Straßenvierteln zusammen. Diese sind: 
- Straßenviertel Zhanqian 站前街道
- Straßenviertel Yong’an 永安街道
- Straßenviertel Fendou 奋斗街道
- Straßenviertel Nangang 南岗街道
- Straßenviertel Liangzihe 亮子河街道
- Straßenviertel Tianyuan 田园街道